# كاظمة الإنزيم
كاظمة الإنزيم (بالإنجليزية: Enzyme repressor) هي نوع من المواد التي تقلل الإنزيم الإنزيم من خلال تقليل تخليقه.
تأتي كاظمة الإنزيم بالضد من محرض الإنزيم.